# Gary Chapman (cầu thủ bóng đá)
Gary Chapman (sinh ngày 1 tháng 5 năm 1964) là một cựu cầu thủ bóng đá người Anh thi đấu ở vị trí tiền đạo.

## Sự nghiệp
Sinh ra ở Bradford, Chapman thi đấu cho Frickley Athletic, Bradford City, Notts County, Mansfield Town, Exeter City, Torquay United, Darlington và Emley.